# Lego Star Wars : Les Contes des Droïdes
Lego Star Wars : Les Contes des Droïdes (Lego Star Wars: Droid Tales) est une mini-série d'animation américaine en cinq épisodes de 22 minutes et diffusée entre le 6 juillet 2015 et le 2 novembre 2015 sur Disney XD.
La série raconte l'histoire des films Star Wars, de La Menace fantôme au Retour du Jedi, ainsi qu'une adaptation de l'épisode Droïdes en détresse de Star Wars Rebels et une mission de Star Wars: The Clone Wars entièrement créée pour la mini-série, du point de vue des droïdes C-3PO et R2-D2.
En France, la série est diffusée depuis le 20 septembre 2015, également sur Disney XD, et dès le 16 mai 2016 sur France 4 dans l'émission Ludo.

## Synopsis
Après la victoire de l'Alliance rebelle sur Endor vue à la fin du Retour du Jedi, les droïdes C-3PO et R2-D2 se régalent ensemble de leurs aventures qui les ont conduits à leur situation actuelle. Un enlèvement accidentel conduit à une nouvelle aventure qui progresse le récit de la saga dans l'ordre chronologique, à partir de La Menace fantôme jusqu'au Retour du Jedi.

## Fiche technique
Sauf indication contraire, les informations mentionnées dans cette section peuvent être confirmées par la base de données cinématographiques IMDb,  présente dans la section « Liens externes ».
- Titre original : Lego Star Wars: Droid Tales
- Titre français : Lego Star Wars : Les Contes des Droïdes
- Réalisation : Michael Hegner et Martin Skov
- Scénario : Michael Price, Matty Smith et Mick Kelly
- Direction artistique : Mads Tuxen
- Montage : Henrik Bech
- Musique : John Williams (thèmes originaux)
- Production : Irene Sparre
  - Production déléguée : Erik Wilstrup, Torsten Jacobsen, Jill Wilfert et Michael Price
  - Production exécutive : Therese Sachse et Louise Barkholt
- Sociétés de production : Lucasfilm et Wil Film
- Pays d'origine :  États-Unis
- Langue originale : anglais
- Genre : série d'animation, aventure
- Durée : 22 minutes

## Distribution

### Voix originales
- Tom Kane : Qui-Gon Jinn, Yoda, le narrateur
- Anthony Daniels : C-3PO
- R2-D2
- Trevor Devall : Palpatine, Jango Fett, amiral Ackbar, Jar Jar Binks, Boba Fett, Tion Medon, les droïdes de combat
- Kirby Morrow : Anakin Skywalker, le général Grievous
- Sam Vincent : Obi-Wan Kenobi jeune
- Montana Norberg : Padmé Amidala
- Michael Donovan : le Comte Dooku, capitaine Panaka, Obi-Wan Kenobi âgé, Poggle le Bref, oncle Owen
- Lee Tockar : Dark Maul, Nute Gunray, Cikatro Vizago
- Adrian Holmes : Mace Windu
- Bronwen Holmes : Anakin Skywalker enfant
- Brian Drummond : Watto, Zeb Orrelios, amiral Motti
- Paul Dobson : Ki-Adi Mundi
- Andrew Francis : Bail Organa
- Eric Bauza : Luke Skywalker
- Michael Daingerfield : Han Solo, Bossk
- Heather Doerksen : Princesse Leia, Shmi Skywalker, Mon Mothma
- Matt Sloan : Dark Vador
- Billy Dee Williams : Lando Calrissian
- Colin Murdock : le général Veers
- Adrian Petriw : Ezra Bridger
- Michael Benyaer : Kanan Jarrus
- Nicole Oliver : Hera Syndulla
- Elysia Rotaru : Sabine Wren
- Alan D. Marriott : agent Kallus

### Voix françaises
- Philippe Tasquin : le narrateur, C-3PO
- Marie Van R : Shmi Skywalker, Anakin Skywalker enfant, Padmé Amidala, Princesse Leia
- Antoni Lo Presti : Anakin Skywalker, Tion Medon, agent Kallus, Luke Skywalker
- David Manet : Obi-Wan Kenobi jeune, le général Veers
- Pierre Bodson : Qui-Gon Jinn, Yoda, le général Grievous, Zed Orrelios, oncle Owen, amiral Ackbar, Lando Calrissian
- Tony Beck : Jar Jar Binks, Nute Gunray, capitaine Panaka, Ezra Bridger, amiral Motti, Boba Fett
- Jean-Marc Delhausse : le Comte Dooku, Palpatine (1re voix), Dark Maul, les droïdes de combat, les soldats clones, Dark Vador, voix additionnelles
- Olivier Cuvellier : Bail Organa, Mace Windu, Han Solo, Palpatine (2e voix), voix additionnelles

## Épisodes
Chaque épisode de la série retrace une partie de la saga, incluant les six films et les séries Star Wars: The Clone Wars et Star Wars Rebels.
1. Adieu Endor (Exit from Endor) : La Menace fantôme et L'Attaque des clones
2. Crise sur Coruscant (Crisis on Coruscant) : Star Wars: The Clone Wars et La Revanche des Sith
3. Mission à Mos Eisley (Mission to Mos Eisley) : Star Wars Rebels et Un nouvel espoir
4. Le Vol du Faucon (Flight of the Falcon) : L'Empire-contre-attaque
5. Prisonniers sur Géonosis (Gambit on Geonosis) : Le Retour du Jedi

### Épisode 1:Adieu Endor
- États-Unis : 6 juillet 2015 sur Disney XD
- France :
  - 20 septembre 2015 sur Disney XD[2]
  - 16 mai 2016 sur France 4[3]

- États-Unis : 555 000 téléspectateurs[6] (première diffusion)

### Épisode 2:Crise sur Coruscant
- États-Unis : 24 août 2015 sur Disney XD[7]
- France :
  - 18 octobre 2015 sur Disney XD[8]
  - 16 mai 2016 sur France 4[9]

- États-Unis : 492 000 téléspectateurs[10] (première diffusion)

### Épisode 3:Mission à Mos Eisley
- États-Unis : 7 septembre 2015 sur Disney XD[11]
- France :
  - 25 octobre 2015 sur Disney XD[12]
  - 16 mai 2016 sur France 4[9]

- États-Unis : 512 000 téléspectateurs[13] (première diffusion)

### Épisode 4:Le Vol du Faucon
- États-Unis : 5 octobre 2015 sur Disney XD[14]
- France :
  - 15 novembre 2015 sur Disney XD[15]
  - 16 mai 2016 sur France 4[9]

- États-Unis : 421 000 téléspectateurs[16] (première diffusion)

### Épisode 5:Affrontement sur Géonosis
- États-Unis : 2 novembre 2015 sur Disney XD[17]
- France :
  - 29 novembre 2015 sur Disney XD[18]
  - 16 mai 2016 sur France 4[9]

- États-Unis : 509 000 téléspectateurs[19] (première diffusion)

## Production
Lego Star Wars : Les Contes des Droïdes a été annoncée par The Hollywood Reporter le 27 février 2015. La mini-série sera diffusée sur Disney XD en 2015, dans le cadre des préparatifs de la sortie de Star Wars, épisode VII : Le Réveil de la Force le 18 décembre 2015.
Le 10 avril 2015, Michael Price, scénariste des épisodes Lego La Menace Padawan et L'Empire en vrac et des séries Lego Star Wars : Les Chroniques de Yoda et Star Wars Detours, poste sur Twitter la première affiche de la série dont celle-ci révèle que la diffusion débutera en juillet 2015.

## DVD
Aux États-Unis, l'intégrale de la série, accompagnée d'un ensemble exclusif de cartes à collectionner, est sortie le 1er mars 2016 en DVD. En France, la sortie s'est déroulée sous deux volumes dont le premier regroupe les deux premiers épisodes et est sorti le 8 décembre 2015 puis le deuxième regroupe les trois derniers épisodes et est sorti le 12 janvier 2016,. Par la suite, les deux volumes ont été réunis en un coffret sorti le 19 octobre 2016.